# 晋兴县 (东晋)
晋兴县，中国古县名。东晋大兴元年（318年）置，治所在今广西壮族自治区南宁市邕宁区邕江南岸。为晋兴郡治。隋朝開皇十八年（598年）改名宣化縣。唐高祖武德五年（622年）析宣化縣置，屬南晉州，貞觀八年（634年）南晉州更名邕州。開寶五年（972年）改晉興縣為樂昌縣。